# Rentabilita vlastního kapitálu
Rentabilita vlastního kapitálu (Return on equity, ROE) je relativní poměrový ukazatel používaný v podnikových financích, měřící ziskovost podniku ve vztahu k jeho vlastnímu kapitálu, kde:
{\displaystyle Rentabilita={\frac {vysledek\;hospodareni}{vlastni\;kapital}}} 
ROE se tedy rovná podílu čistého příjmu za hospodářský rok (po dividendách prioritních akcií, před dividendami kmenových akcií) a celkového vlastního kapitálu (kromě prioritních akcií). Protože vlastní kapitál lze vypočítat tak, že se vezmou všechna aktiva a odečtou se všechna pasiva, lze ROE také považovat za návratnost z čisté hodnoty aktiv (Net asset value, NAV).